# Fiorenzo di Strasburgo
Fiorenzo (VI secolo – Strasburgo, fine VI secolo) è stato vescovo di Strasburgo, verso la fine del VI secolo, venerato come santo dalla Chiesa cattolica.

## Biografia
Il più antico catalogo episcopale di Strasburgo, redatto in forma metrica nel IX secolo durante l'episcopato di Ratoldo (840-873), menziona il vescovo Fiorenzo al 7º posto tra Arbogaste e Ansoaldo. Non esistono dati cronologici precisi sull'episcopato di san Fiorenzo, che si pone prima del 614, anno in cui è storicamente documentato il successore Ansoaldo, e presumibilmente verso la fine del VI secolo.
Di San Fiorenzo esiste una Vita leggendaria dell'XI secolo. Secondo questa biografia, Fiorenzo era un monaco irlandese giunto in Alsazia per vivere di vita eremitica. Ma ben presto si radunarono attorno a lui alcuni discepoli, per i quali Fiorenzo costruì un monastero a Niederhaslach. Succeduto a sant'Arbogaste sulla cattedra di Straburgo, edificò per i suoi connazionali a Strasburgo il monastero di San Tommaso, dove si trova l'attuale chiesa di San Tommaso, nel quale venne sepolto dopo la sua morte. Nell'810 i suoi resti furono traslati nel monastero di Niederhaslach.
L'odierno martirologio, riformato a norma dei decreti del Concilio Vaticano II, ricorda San Fiorenzo il 7 novembre con queste parole: